# Sungai Harapan (Kampar Kiri)
Sungai Harapan is een bestuurslaag in het regentschap Kampar van de provincie Riau, Indonesië. Sungai Harapan telt 253 inwoners (volkstelling 2010).